# Maningrida Airport
Maningrida Airport är en flygplats i Australien. Den ligger i kommunen West Arnhem och territoriet Northern Territory, omkring 370 kilometer öster om territoriets huvudstad Darwin. Maningrida Airport ligger 29 meter över havet.
Trakten runt Maningrida Airport är nära nog obefolkad, med mindre än två invånare per kvadratkilometer..
I omgivningarna runt Maningrida Airport växer huvudsakligen savannskog. Genomsnittlig årsnederbörd är 1 455 millimeter. Den regnigaste månaden är mars, med i genomsnitt 389 mm nederbörd, och den torraste är augusti, med 1 mm nederbörd.